# 喬·路易斯
約瑟夫·路易士·巴羅（英語：Joseph Louis Barrow，1914年5月13日—1981年4月12日），小名喬·路易斯（英語：Joe Louis），外號稱「褐色轟炸機」，是一位職業重量级拳擊手，被認為是歷史上最偉大的重量級拳擊手之一，出生在美國斐特，並長期居住在底特律。
喬·路易斯維持拳王頭銜超過11年，並成功衛冕頭銜25次之多。喬·路易斯參加過27次重量級冠軍戰仍是史上最高紀錄，並受到許多美國人的喜愛與歡迎。

## 外部連結
- 喬·路易斯在互联网电影资料库（IMDb）上的資料（英文）
- 喬·路易斯在BoxRec的職業拳擊紀錄
- Louis' TAX issues in video documentary clip（页面存档备份，存于）